# Balthasar Berg – Sylt sehen und sterben
Balthasar Berg – Sylt sehen und sterben ist eine deutsche Kriminalkomödie aus dem Jahr 2012 mit Dieter Pfaff in der Titelrolle. Die Erstausstrahlung am 1. November 2012 im ZDF wurde von 5,45 Mio. Zuschauern verfolgt, was einem Marktanteil von 15,7 % entspricht.

## Handlung
Der erfolgreiche Kriminalbuchautor und ehemalige Kriminalkommissar Balthasar Berg muss Urlaub auf Sylt machen, denn er hat eine Schreibblockade und sein Agent Oliver Renner ist der Meinung, bei einem Urlaub würde diese vergehen. Nun schickt dieser den Autor zu seiner ehemaligen Schwiegermutter Hermine Kanfely nach Sylt. Als Balthasar einen Spaziergang durch die Stadt und am Strand macht, findet er am Strand eine Leiche, Charlotte Fenlo, die Besitzerin der örtlichen Schokoladenfabrik. Der Ex-Kriminalkommissar benachrichtigt die Polizei und sein Ermittlerinstinkt ist erwacht. Er findet heraus, dass die Todesursache Schokolade aus der eigenen Firma ist.